# Alfred Benzon (virksomhed)
 For alternative betydninger, se Alfred Benzon (flertydig). (Se også artikler, som begynder med Alfred Benzon)
Alfred Benzon A/S var en kemisk fabrik og engrosforretning, grundlagt 1. januar 1849 i København af apoteker Alfred Nicolai Benzon (1823-1884), der dette år overtog Københavns Svaneapotek og samtidig begyndte en engroshandel med apotekervarer. I dag indgår firmaet i Nomeco efter af have været en del af firmaet Mecobenzon siden 1959.

## Historie
1863 oprettedes en kemisk fabrik, der lå ved den daværende Kalvebod Strand, og som senere indgik i det kompleks af fabrik- og lagerbygninger, som selskabet lod opføre på grunden Halmtorvet 29 på Vesterbro i København.
I 1877 oprettedes Teknisk Materialhandel, Ny Østergade 4. Ved grundlæggerens død overgik firmaet til hans sønner, apotekerne Alfred Benzon og Otto Benzon, der fortsatte i faderens fodspor, så firmaet stadig voksede. Foruden fremstilling af kemikalier, skæring og pulverisering af droger og krydderier optoges fabrikation af medicinalvarer og forbindstoffer, og engroshandelen med apoteker- og kolonialvarer udvidedes stærkt. Foruden adskillige udvidelser af fabrik og lager oprettedes i 1909 en afdeling i Malmø samt i 1932 en ekspedition i Odense og i 1937 ligeledes en ekspedition i Århus. I 1936 udtrådte apoteker Niels Benzon af firmaet og blev eneindehaver af Svaneapoteket og A/B Alfred Benzon & Co. i Malmø, medens firmaet Alfred Benzon omdannedes til et aktieselskab, hvis bestyrelse i året 1950 var: Fabrikejer, dr.scient. Bøje Benzon, fhv. direktør Vilhelm Fischer (1877-1969) og højesteretssagfører Helge Bech-Bruun (1901-1986).
Direktion i 1950: Dr.scient. Bøje Benzon, adm., Johannes von Wowern (1899-1981), teknisk, og Niels Steinø (1912-1986), merkantil direktør.
I 1959 overtog Medicinalco A/S medicinalfabrikken Alfred Benzon A/S' grossistforretning, og forretningen blev ført videre under navnet Mecobenzon A/S, der i 1991 indgik i Nomeco sammen med Nordisk Droge og Kemikalie A/S.
Firmaet Alfred Benzon A/S var kendt for gigt- og hjertemedicin, samt produkterne Natusan, det sukkerfrie tyggegummi Sorbits, og halspastillerne Bentasil.
Mellem 1965 og 1986 blev Alfred Benzon A/S opkøbt af entreprenørfirmaet Monberg & Thorsen, og de to selskaber fusionerede i 1990.
Firmaets store, monumentale hovedbygning på Halmtorvet 29 fra 1908 eksisterer stadig, men er blevet ombygget til ejerlejligheder i 2007-08 og ændret i det ydre. Der findes desuden et trompe l'oeil-maleri på østsiden af bygningen.
Der findes også to ældre bygninger fra 1864 og 1867. Først i 2003 fraflyttede Mecobenzon huset.